# Puczyce
Puczyce – wieś sołecka w Polsce położona w województwie mazowieckim, w powiecie łosickim, w gminie Platerów.
| SIMC    | Nazwa           | Rodzaj    |
| ------- | --------------- | --------- |
| 0017615 | Puczyce-Kolonia | część wsi |
| 1054950 | Stara Wieś      | część wsi |

W latach 1975–1998 miejscowość położona była w województwie bialskopodlaskim.
W Puczycach urodził się Piotr Sawczuk, polski duchowny katolicki, biskup drohiczyński.
Wierni Kościoła rzymskokatolickiego należą do parafii św. Wojciecha w Górkach.